# Unité urbaine de Vigneux-de-Bretagne
L'unité urbaine de Vigneux-de-Bretagne est une unité urbaine française centrée sur la ville de Vigneux-de-Bretagne, département de Loire-Atlantique.

## Données globales
En 2010, selon l'Insee, l'unité urbaine de Vigneux-de-Bretagne est composée de deux communes, toutes situées dans l'arrondissement de Châteaubriant-Ancenis, subdivision administrative du département de Loire-Atlantique.
L'unité urbaine de Vigneux-de-Bretagne appartient à l'aire urbaine de Nantes.

## Délimitation de l'unité urbaine de 2010
En 2010, l'Insee a procédé à une révision des délimitations des unités urbaines  de la France; celle de Vigneux-de-Bretagne est composée de deux communes.

### Communes
Liste des communes appartenant à l'unité urbaine de Vigneux-de-Bretagne selon la nouvelle délimitation de 2010 et sa population municipale en 2010 (liste établie par ordre alphabétique) :
| Nom                   | Code Insee | Statut | Superficie (km2) | Population (dernière pop. légale) | Densité (hab./km2) |
| --------------------- | ---------- | ------ | ---------------- | --------------------------------- | ------------------ |
| Le Temple-de-Bretagne | 44203      |        | 1,6              | 2 005 (2022)                      | 1 253              |
| Vigneux-de-Bretagne   | 44217      |        | 54,68            | 6 633 (2022)                      | 121                |

## Évolution démographique
L'évolution démographique ci-dessous concerne l'unité urbaine selon le périmètre défini en 2010.
| 1968  | 1975  | 1982  | 1990  | 1999  | 2006  | 2011  | 2016  | 2019  | - |
| ----- | ----- | ----- | ----- | ----- | ----- | ----- | ----- | ----- | - |
| 2 445 | 2 886 | 4 192 | 5 446 | 6 269 | 6 933 | 7 371 | 7 851 | 8 203 | - |